# Notacja Deweya
Notacja Deweya służy do identyfikowania wierzchołków w strukturach danych typu drzewo.
{\displaystyle J.j} oznacza {\displaystyle j}-tego potomka wierzchołka {\displaystyle J.} Korzeń oznaczany jest przez {\displaystyle \epsilon ,} pierwszy jego potomek przez 1, drugi 2 itd.
Dla przykładu, wierzchołek D z ryciny powyżej oznaczony jest jako 3, a K jako 3.2.2.